# Ilvese
Ilvese est un village estonien de la commune de Saarde, situé dans le comté de Pärnu. Il faisait partie de la commune de Surju avant 2017.
Au 31 décembre 2011, la population s'élevait à 86 habitants.